# Ньянатилока
Ньянатилока Махатхера (19 февраля 1878 г., Висбаден, Германия — 28 мая 1957 г., Коломбо, Цейлон), имя при рождении Антон Вальтер Флорус Гет (Anton Walther Florus Gueth), — один из первых европейцев, получивших полное посвящение в буддийские монахи. Проведя в монашестве более 20 лет достиг статуса махатхеры. Основатель буддийского монастыря «Остров Эрмитаж» на Шри-Ланке. Благодаря многочисленным переводам палийской буддийской литературы и толкованию Дхаммы стал одной из ключевых фигур в распространении буддизма в западном мире первой половины XX века.

## Ранние годы и образование
Ньянатилока родился 19 февраля 1878 года в Висбадене, Германия. При рождении он получил имя Антон Вальтер Флорус Гет. Его отцом был Антон Гет, профессор и директор муниципальной гимназии Висбадена. Мать звали Паула Ауффарт. Она брала уроки фортепиано и пения в Придворном театре Касселя. У Антона были два брата и сестра.
Антон учился в Королевской гимназии в Висбадене с 1888 по 1896 год. С 1896 по 1898 год он в частом порядке обучался теории музыки и композиции, а также игре на скрипке, фортепиано, альте и кларнете. С 1889 по 1900 год он продолжил своё музыкальное образование в консерватории Хоха во Франкфурте. С 1900 по 1902 год он изучал композицию у Шарля-Мари Видора в Парижской высшей консерватории.
Детство было счастливым. Антон любил гулять на природе и размышлять на религиозные и философские темы. Его воспитывали в католической вере и в детстве и юности он был очень набожным. Каждый вечер Антон ходил в церковь и погружался в книгу Фомы Кемпийского «О подражании Христу». При этом он постепенно стал отрицать внешнюю церемониальность, не преклонял колени в церкви, не принимал святую воду и не крестился на людях. В детстве он хотел стать христианским миссионером и отправиться в Африку, а в подростковом возрасте убежал из дома, чтобы стать бенедиктинским монахом в Лаахском монастыре Святой Марии, но вскоре вернулся, поскольку ему не понравилась жёсткая субординация и отсутствие свободы. С тех пор его вера в личностного Бога постепенно трансформировалась в своего рода пантеизм и черпала вдохновение в господствующей в то время атмосфере мировой скорби (нем. weltschmerz). В семнадцать лет по этическим соображениям он стал вегетарианцем и с тех пор также воздерживался от алкоголя и табака, считая, что «они наносят вред телу уму и добродетели». Даже во время пребывания в Лаахском монастыре он отказывался от рыбы, мяса, вина и пива.
Примерно в возрасте пятнадцати лет Антон стал испытывать «почти божественное благоговение перед великими музыкантами, особенно композиторами, рассматривая их как проявление самого возвышенного и величественного», и позднее со многими подружился, например с Эдгаром Воллгандтоми Карлом Шурихтом. Он начал создавать оркестровые пьесы и в 1897 году его первое сочинение под названием «Легенда» было исполнено Висбаденским оркестром Курхауса.
Примерно в то же время юноша увлёкся философией. Он изучал Платоновского «Федона», «Критику чистого разума» Канта, труды Декарта, фон Гартмана и особенно Шопенгауэра. Он также очень интересовался иностранными языками, обычаями и народами. В 1899 году Антон путешествовал пешком по Швейцарии и Италии, проходя в день до 60 километров. По словам самого Ньянатилоки, причина, по которой он встретился с буддизмом и стал монахом, связана с его любовью к овсянке. В разговоре с одним вегетарианцем он упомянул о своём пристрастии, и тот посоветовал ему хороший вегетарианский ресторан. Во время посещения этого ресторана Антон услышал доклад о буддизме лектора по теософии Эдвин Бёме и был очень впечатлён. Он рассказал о лекции своему учителю игры на скрипке, профессору Бассерману, который не был буддистом, но интересовался индийскими отшельниками. Профессор дал Антону «Буддистский катехизис» Субхадры Бхикшу и посоветовал почитать о жизни Будды в переводе Пфангста. Прочитав книгу, юноша захотел уехать в Азию и стать буддийским монахом, но у него не было денег на путешествие. После обучения композиции у известного композитора Шарля-Мари Видора в Париже он играл в различных оркестрах Франции, Алжира и Турции. В Алжире Антон брал уроки арабского языка и научился на нём писать. В конце 1901 года он вернулся в Париж и с друзьями занимался чтением Толстого и Платона. Тогда же он прочитал книгу Фейхтерслебен «О диететике души», которая произвела на него глубокое впечатление и помогла понять, что все ментальные страдания обусловлены нашим неправильным образом мыслей. В 1902 году, не оставляя идеи стать буддийским монахом в Индии, Антон получил ангажемент скрипача в Салониках, которые в то время принадлежали Турции. В Салониках на него напали и ограбили, а также он пережил землетрясение. Спустя 9 месяцев, в ноябре 1902 года он отправился морем в 14-дневное путешествие через Стамбул, Измир, Митилини, Самос, Искендерун, Кипр, Триполи, Бейрут и Хайфу, откуда на лошади последовал в Иерусалим, но не добрался туда из-за эпидемии холеры. Три дня он провёл в католическом монастыре в Назарете. 31 декабря 1902 года Антон прибыл в Александрию и, после карантина, в Каир с 20 франками в кармане. Сначала он играл на скрипке в отеле Джезира Палас, а затем пришлось перебраться в Порт-Саид. Вместе с итало-австрийским скрипачом из Триеста он отправился в Бомбей, где они играли дуэтом в кафе. Заработав к июлю 1903 года необходимые деньги, Антон поехал на Шри-Ланку.

## Первые годы в монашестве
В 1903 году в возрасте 25 лет впервые приехал на Шри-Ланку. Он посетил самый известный в то время монастырь Малватта, расположенный на озере Канди. Там он познакомился с местным библиотекарем, старейшиной Силанандой, который хорошо говорил по-английски и был готов рукоположить молодого человека. Но Антон решил для начала отправиться к английскому буддийскому монаху Бхикку Анандой Меттейей в Бирму. В Бирме он был рукоположен в традиции Тхеравада как саманера. Обряд состоялся в пагоде Нга Хтат Кюи под руководством Преподобного У Асабха Тхера в сентябре 1903 года. Будучи новичком, он в течение месяца жил в одной комнате с Анандой Меттейей.
В январе или феврале 1904 года, пройдя обряд полного посвящения в бхикку (упасампаду) с У Кумарой Махатерой в качестве наставника (упаджххая), он получил имя Ньянатилока (пали Ñāṇatiloka). Ананда Меттейя рекомендовал ему изучать бирманский язык, но Ньянатилока был нацелен на пали. Хотя его наставник был известным чтецом Абхидхаммы и знал наизусть 6 томов, он изучал и пали и Абхидхамму в основном самостоятельно. Через год он уже мог хорошо говорить на пали и без усилий освоил азы бирманского. В 1904 году, он посетил Сингапур, где поначалу остановился у ирландского монаха У Дхаммалоки, имевшего сомнительную репутацию, а затем у гостеприимного японского священника. Затем он отправился в Куала-Лумпур и месяц прожил в недействующем сингальском монастыре. По приглашению одного сингальца Ньянатилока посетил пещеры, расположенные в 5 километрах от города, где столкнулся с многочисленными летучими мышами и змеями. В конце 1904 года он покинул Рангун и отправился в Верхнюю Бирму вместе с индийским монахом Косамби Дхамманандой, который позднее расстригся, стал профессором Калькуттского и Гарвардского университетов Дхарманандой Дамодаром Косамби и написал палийский комментарий к «Висуддхимагге». В пещере в горах Сикайн они практиковали медитацию концентрации и озарения под руководством монаха, который считался архатом.
Желая углубить изучение палийского языка и палийских писаний, в 1905 году Ньянатилока снова отправился на Шри-Ланку. Тогда же он начал работу над переводом Ангуттара-никаи, первая часть которого была опубликована в 1907 году. Следующие два года он провёл на небольшом острове Галгодияна около Матары. Он жил в хижине из пальмовых листьев вместе с бывшим сиамским принцем Присдангом, первым послом Сиама в Европе). После неудачной попытки свержения короля Чулалонгкорна он был вынужден бежать из страны и, став монахом был принят в монастыре Дипадутаттарарама в Котахене на Цейлоне. Джинаваравамса называл остров Чулла-Ланкой («Малая Ланка»). Фотографии Ньянатилоки и Джинаваравамсы, сделанные в этом монастыре, показывают, что они занимались медитацией на природу тела, наблюдая за скелетами или созерцая смерть.

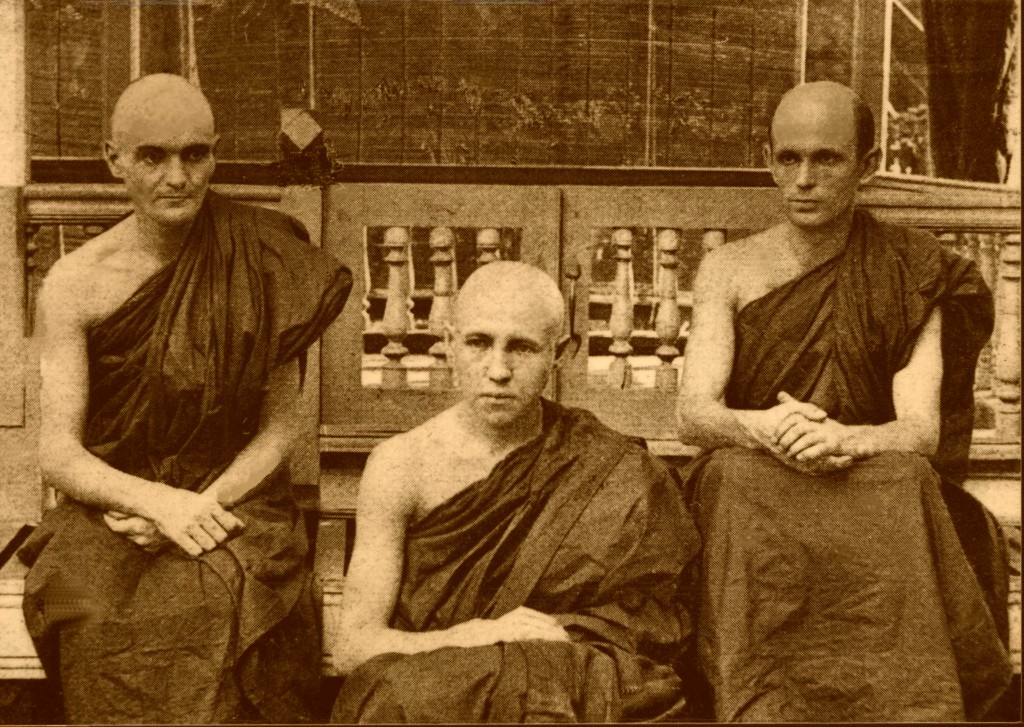
Силачара, Дхамманусари и Ньянатилока, Бирма, 1907

На Чулла-Ланке Ньянатилока рукоположил в саманеры двух европейцев. 20-летний голландец Франс Бергендаль, сыну богатого торговца из Амстердама, получил имя Суньо, а немец Фриц Штанге — имя Сумано. Позднее Сумано отправился в Индию, где остановился у президента Теософского общества Анны Безан недалеко от Мадраса. Во время этого визита у него было несколько приступов галлюцинаций из-за психического расстройства (он страдал клаустрофобией и туберкулёзом лёгких). Летом 1906 года Ньянатилока вернулся в Германию навестить своих родителей. Сумано отправился с ним на лечение. Средства на дорогу выделил посол Германии, а гарантом выступил бывший принц. В 1910 году Сумано умер неподалёку от Бандаравалы.
В конце 1906 года Ньянатилока один вернулся в Бирму. Он остановился в Кюндау Кьяунг, недалеко от Рангуна, в резиденции, построенной для него и Ананды Меттейи, богатой бирманской леди Миссис Хла Оунг. Он также некоторое время жил в высокогорье в Маймо. Здесь он снова дважды столкнулся со змеями. Первый раз он чуть было не наступил на кобру, а второй раз — на большого питона. В Кюндау Кьяунг он рукоположил в саманеры шотландца Дж. Ф. Маккечни, который получил палийское имя Сасанавамса. Позднее при рукоположении в более высокий сан это имя было изменено на Силачара. Ньянатилока также провёл паббаджу для немца Вальтера Маркграфа, который получил имя Дхамманусари.
В 1906 году Ньянатилока опубликовал свою первую буддийскую работу на немецком языке — нем. Das Wort des Buddha, «Слово Будды», краткую антологию сутт, составленную в контексте Четырёх благородных истин. Переведённая на английский язык книга «Слово Будды» стала одним из самых популярных современных буддийских произведений. Она вышла во многих изданиях и была переведена на несколько языков. Ньянатилока также начал перевод «Агуттара-никая». В 1907 году он впервые выступил с публичной речью, посвящённой Четырём благородным истинам, перед пагодой Моламьяйн. На утверждение одного человека: «Наша религия, несомненно, самая лучшая в мире!», он ответил: «Вы познали все религии мира»? и понял, что тот толком не знаком даже с собственной религией — Буддадхаммой. Следуя в повозке по улицам Рангуна вместе с Дхамманусари они увидели прилавок торговца рыбой. Они спросили его, как тот может убивать живых существ, ведь это запрещено. На что тот ответил, что является христианином. Пробыв монахом полгода Дхамманусари расстригся и вернулся в Германию. Он занялся издательством буддийской литературы и основал Немецкое общество пали (нем. Deutsche Pali Gesellschaft), почётным президентом которого стал Ньянатилока.

## Планы создания тхеравадского буддийского монастыря в Европе
Вернувшись в Германию, Маркграф планировал основать буддийский монастырь в южной части Швейцарии и сформировал для этого инициативную группу. Энрико Биньяни, друг Гарибальди, издатель журнала «Coenobium: Rivista Internazionale di Liberi Studi» из Лугано, нашёл уединённую альпийскую хижину у подножия горы Монте-Лема, недалеко от деревни Новаджио, с видом на озеро Маджоре. По его приглашению Ньянатилока приехал в Италию в конце 1909 года или в начале 1910 г. Он также посетил Субхадра Бхикшу (Фридриха Циммерманна), чья книга «Буддистский катехизис» когда-то стала первой буддийской книгой Ньянатилоки. Архитектор Ратч из Бреслау спроектировал монастырь с хижинами для монахов. Планировалось, что Бхиккху Силачара и другие монахи присоединятся там к Ньянатилоке. Приезд и планы Ньянатилоки привлекли большое внимание прессы, его посетили несколько журналистов и опубликовали статьи о нём и проектируемом монастыре. Это стало причиной целого потока писем от разных медиумов и неуравновешенных личностей, которые хотели приехать или просили духовной поддержки. Ньянатилоку часто навещал английский полковник, который был знаком с Е. Блаватской, а также к нему приехал его брат Армин.
За альпийскую хижину Ньянатилоке надо было платить 10 франков в месяц. В горах он сильно страдал от бронхита, холода и недоедания. У него начался фурункулёз и через полгода он покинул Новаджио. Вместе с Людвигом Штольцем из Германии, который приехал в Новаджио, чтобы стать монахом (дост. Ваппо), они отправились на поиски более подходящего места в Италии или Северной Африке. В Новаджио Ньянатилока работал над палийской грамматикой и переводом текста Абхидхаммы под названием «Pуггалапаньатти» (типы личности).

## Италия, Тунис, Лозанна
В Италии Ньянатилока и Штольц сначала остановились по приглашению профессора Косты, увлекавшегося оккультизмом, в его доме недалеко от Турина. Затем они переехали в Рим, где жили в отеле и посетили знаменитого музыканта Алессандро Коста (однофамильца), известного также своими буддийскими сочинениями. Из Рима они отправились в Неаполь и далее на корабле в Тунис, где остановились на 8 дней в доме Александры Давид-Неэль и её мужа. Затем на поезде и на верблюдах отправились в Габес, где полицейские приказали им покинуть Тунис, поскольку у них не было ни паспортов, ни виз. Им пришлось снова отправится в Лозанну и поселиться у месье Родольфа-Адриана Бержье (1852—?) в его буддийском ските под названием «Каритас». Вскоре туда приехал художник по стеклу Бартеля Бауэра, на которого произвела сильное впечатление книга Ньянатилоки «Слово Будды». В ските в конце 1910 года Ньянатилока рукоположил его в саманеры под именем Конданньо. Конданньо, который не говорил по-английски и выучил с помощью Ньанатилоки наизусть 5 страниц текста на пали, уехал на Шри-Ланку для дальнейшего обучения. После его отъезда в «Каритас» прибыли наполовину американец наполовину немец Фридрих Бек и молодой немец Шпанринг. В Лозанне Ньянатилока встречался со многими людьми и записал на фонографическую восковую пластинку декламацию Метта сутты. Профессор Коста хотел, чтобы Ньянатилока основал поселение для монахов на принадлежавшем ему участке земли под Перуджей. Однако он выдвинул условие, чтобы каждый монах ежедневно работал там по 10 часов. В поисках подходящего места для монастыря в январе 1911 года Ньянатилока по приглашению друга профессора Косты Доктора Мильоре поехал на его апельсиновую плантацию. Совершив путешествие на Везувий и на остров Капри, Ньянатилока, Шпанринг, Штольц, Бек и, возможно, Бержье отправились из Генуи на Шри-Ланку, чтобы основать там монастырь.

## Основание обители «Остров Эрмитаж»
Прибыв на Шри-Ланку, Ньянатилока отправился в Галле и остановился у Конданньо в зале, построенном для него одним из мирян, который впоследствии стал монахом по имени Сумедха Бхикку. От Конданньо Ньянатилока узнал о необитаемом острове Полгасдуве, расположенном в лагуне неподалёку от соседней деревни Додандува, который годился для обители. После осмотра острова, где оказалось много змей и красных муравьёв, и получения одобрения местного населения, было построено пять простых деревянных хижин. 9 июля 1911 году незадолго до ежегодного уединения монахов в сезон дождей (васса) Ньянатилока и его спутники переехали на остров. Обитель получила название англ. Island Hermitage — Остров Эрмитаж. Поначалу остров был покрыт джунглями, которые со временем превратились в лес. Несмотря на обилие змей, они не нападали на людей, если их не провоцировали. Кроме змей, на острове жили ящерицы, мангусты, крысы, летучие мыши, разнообразные птицы, а также кошки и собаки. Росли манговые, дынные и хлебные деревья, кокосовые пальмы и кешью. В 1914 году Бержье купил остров у его владельца-бюргера и передал в дар Ньянатилоке. В сентябре 1911 года туда приехала Александра Давид-Неэль, чтобы изучать пали под руководством Ньянатилоки, но вскоре ей пришлось перебраться на север из-за мучившей её мигрени. В тот период обитель посетили Анагарика Дхаммапала и немецкий посол. С 1911 по 1914 год на Острове Эрмитаж были рукоположены несколько европейцев. Штольц в 1911 году на острове стал саманерой и был рукоположен в монахи в Бирме под именем Ваппо в 1913 году. 12 февраля 1912 была достроена хижина Ньянатилоки. 16 февраля 1913 года был заложен обеденный зал для монахов и по этому случаю состоялся праздник.
В 1913 году Ньянатилока начал миссию для шри-ланкийских неприкасаемых, Родия (каста), начиная с области Кадуганнава, к западу от Канди. Некоторые из родий жили и учились в обители Эрмитаж. После своего путешествия в Гималаи Ньянатилока рукоположил сына главы клана 13-летнего Раджасингху в саманеры. Впоследствии тот стал монахом по имени Ньяналока Тхера. После смерти Ньянатилоки он занял пост настоятеля Острова Эрмитаж. Ньянатилока упоминает, что в его адрес поступали упрёки из-за кастового эгалитаризма в обители.

## Сикким
Ньянатилока отправился в Сикким в 1914 году с намерением побывать в Тибете. В Гангтоке он встретился с сиккимским учёным-переводчиком Кази Дава Самдупом. Затем он отправился в монастырь Тумлонг, где остановились Александра Давид-Неэль и Силачара, и вернулся на Гангток на следующий день. Из-за нехватки средств Ньянатилока был вынужден возвратиться на Шри-Ланку. Его сопровождали два тибетца, которые стали монахами в обители Эрмитаж.

## Первая Мировая Война
С началом Первой мировой войны в 1914 году Ньянатилока вместе со всеми немцами, живущими на территории британских колоний, был интернирован англичанами. Сначала ему разрешили остаться в обители Эрмитаж, но затем он был интернирован в концентрационный лагерь в Дияталаве, Шри-Ланка. Оттуда в 1915 году его на транспортном судне «Курск» депортировали в Австралию, где он в основном оставался в тюремном лагере в Трайл-Бэй. Он был освобожден в 1916 году при условии своего возвращения в Германию. Вместо этого он отправился через Гавайи в Китай, чтобы добраться до какого-нибудь тхеравадинского монастыря возле границы с Бирмой, где он надеялся остаться, поскольку не мог находиться в Бирме или Шри-Ланке. После того, как Китай вступил в войну против Германии, Ньянатилока в 1919 году был интернирован и репатриирован в Германию.

## Япония
После того как Ньянатилоке было отказано во въезде в управляемую британцами Шри-Ланку и другие британские колонии в Азии, в 1920 году он отправился в Японию со своими немецкими учениками Бхиккху Ваппо (Людвиг Штольц) и сестрой Уппалаваной (Эльза Буххольц). В течение пяти лет он преподавал пали и немецкий в японских университетах, в том числе в университете Тайсё, где ему помогал монах Экай Кавагути, и в университете Комадзава, где он преподавал вместе с президентом Ямагами Согеном (яп. 山上曹源), который также изучал пали на Шри-Ланке. Он встречался с японскими тхеравадинскими монахами, но не смог остаться ни в одном монастыре в Японии. Он пережил Великое землетрясение в Канто 1923 года, которое разрушило Токио, и был удивлён, увидев, что университеты открылись всего через два месяца после бедствия. В этот период Ньянатилока продолжал работать над своими переводами палийских текстов. В 1921 году он посетил Яву, где он заразился малярией, и Таиланд, где он, очевидно, надеялся остаться, так как в этой стране Тхеравада была основной религией. Хотя тайский посол в Японии дал ему пропуск и визу, в Таиланде его арестовали по подозрению в шпионаже и через несколько недель депортировали. Через Китай он вернулся в Японию.

## Возвращение на Шри-Ланку и в обитель Остров Эрмитаж
В 1926 году англичане разрешили Ньянатилоке и его немецким ученикам вернуться на Шри-Ланку. Остров Эрмитаж, который был необитаемым в течение многих лет, зарос джунглями. Обитель восстановили и в период с 1926 по 1939 год она процветала. Туда приезжали учёные, люди, занимающиеся духовными поисками, искатели приключений, дипломаты и высокопоставленные деятели, такие как король Саксонии. В 1928 году приехал Анагарика Говинда и вместе с Ньянатилокой основал Международный буддийский союз (IBU), который прекратил свою деятельность через несколько лет, после того как Говинда перешёл в буддизм тибетской Махаяны и Ваджраяны. В период с 1931 по 1939 год в обители Остров Эрмитаж было совершено много рукоположений, в основном немцев. Ньянапоника Тхера (Зигмунд Фенигер), ставший известным буддийским писателем и учёным, и Ньянахетта (Питер Шёнфельдт), который позже стал индуистским свами по имени Гаурибала, были посвящены в саманеры в 1936 году и в 1937 году получили статус бхикку. Оба были гражданами Германии еврейского происхождения. Всех кандидатов в монахи Ньянатилока обучал на пали, поскольку переводы буддийских текстов в то время часто были неверными и он считал, что практическое знание пали необходимо для правильного понимания буддизма Тхеравады.

## Вторая Мировая Война
В 1939 году, после объявления Британией войны против нацистской Германии, Ньянатилока и другие шриланкийцы, родившиеся в Германии, были снова интернированы сначала в Дияталаву на Шри-Ланке, а затем в Индию (1941) в большой лагерь для интернированных в Дехрадуне.

## Последние годы 1946—1957
В 1946 году англичане разрешили Ньянатилоке и его немецким ученикам вернуться на Шри-Ланку, где они снова поселились в Обители Эрмитаж. В 1949 году известные западные буддийские монахи Ньянамоли и Нанавира были рукоположены Ньянатилокой. В декабре 1950 года Ньянатилока стал гражданином независимого Цейлона. По состоянию здоровья он переехал в Лесной Эрмитаж в Канди в 1951 году. Ваппо и Ньянапоника вскоре последовали за ним.
В 1954 году Ньянатилока и его ученик Ньяпононика были единственными монахами западного происхождения, приглашёнными для участия в Шестом буддийском совете в Янгоне, Бирма. Ньянапоника зачитал послание Ньянатилоки на открытии совета.
Ньянатилока также был первым покровителем Общества Ланки Дхаммадуты (позднее переименованного в Общество Дхармадуты Германии), которое было основано Ашокой Вераратной в Коломбо 21 сентября 1952 года. Ньянатилока присутствовал и выступал на открытом собрании, состоявшемся в колледже Ананда в Коломбо 30 мая 1953 года, обнародовав результаты опроса о текущем состоянии буддийской деятельности в Германии и перспективах отправки буддийской миссии в Германию перед празднованием Будды Джаянти в 1956 году.
В 1953 году Ньянатилока временно останавливался в новом Центре обучения буддийской миссионерской работе в Германии, который был открыт Обществом Ланки Дхаммадуты в Далугама, Келания. В этом учебном центре с Ньянатилокой также проживали достопочтенный Ньянапоника и мирянин Фридрих Мёллер из Германии. Фридрих Мёллер был последним учеником Ньянатилоки. 19 сентября 1955 года в возрасте сорока трёх лет Мёллер был рукоположен в качестве саманеры, приняв палийское имя Ньянавимала.

## Смерть
Ньянатилока умер 28 мая 1957 года в Коломбо. Последним местом его жительства была Сангхаваса, расположенная в помещении Немецкого общества Дхармадуты по адресу 417, Буллерс Роуд (позже известная как Бауддхалока Мавата), Коломбо 07. Ньянатилоке были организованы государственные похороны, на которых присутствовал тогдашний премьер-министр Шри-Ланки С. Бандаранаике, который произнёс похоронную речь. Репортаж с похорон транслировался в прямом эфире по цейлонскому радио.

## Труды
- Word of the Buddha: an Outline of the Ethico-philosophical System of the Buddha in the Words of the Pali Canon. — 1906, 1927, 1967 (14th ed.), 1981, 2001. Архивировано 28 сентября 2020 года.
- Guide through the Abhidhamma-Pitaka. — 1938, 1957, 1971, 1983, 2009. Архивировано 3 июня 2013 года.
- Buddhist Dictionary: Manual of Buddhist Terms and Doctrines. — 1952, 1956, 1972, 1980, 1988, 1997, 2004.
- Buddha's Path to Deliverance: a Systematic Exposition in the Words of the Sutta Pitaka. — 1952, 1959, 1969, 1982, 2000. Архивировано 16 сентября 2019 года.
- Fundamentals of Buddhism: Four Lectures. — 1994. Архивировано 26 апреля 2012 года.[38]

Ньянатилока также перевёл с пали на немецкий важные тексты Тхеравады, в том числе:
- Ангуттара Никая
- Дхаммапада
- Милиндапанья
- Пуггалапаннатти
- Висуддхимагга
- Абхидхамматтхасангаха

На немецком языке он также составил палийскую грамматику, антологию и буддийский словарь.